# Pompaples
Pompaples är en ort och kommun i distriktet Morges i kantonen Vaud, Schweiz. Kommunen har 927 invånare (2023).